# 本清院
本清院（ほんせいいん、1659年7月6日（万治2年5月17日） - 1732年5月16日（享保17年4月22日））は、江戸時代前期の女性。水戸藩第3代藩主・徳川綱條の御簾中。通称は季姫。諡は荘恵夫人。父は左大臣・今出川公規。

## 生涯
左大臣・今出川公規の娘として生まれる。母は京極高和の娘。1678年（延宝6年）に京都から江戸に下り、20歳で徳川綱條に嫁いだ。しかし綱條との間には子供はできなかったが、実妹の益姫を綱條の養女としている。1718年（享保3年）に綱條が死去し、落飾して本清院と号した。また季姫は篤い法華信者であったことから、池上本門寺に経蔵や鬼子母神堂を寄進している。
1732年（享保17年4月22日）、江戸小石川の水戸藩邸にて没する。享年74。